# Флаг Южного Тушина
Флаг внутригородского муниципального образования Ю́жное Ту́шино в Северо-Западном административном округе города Москвы Российской Федерации.
Флаг утверждён 31 августа 2021 года и является официальным символом муниципального образования Южное Тушино.

## Описание
«Флаг представляет собой прямоугольное полотнище с отношением ширины к длине 2:3, состоящее из двух равновеликих горизонтальных полос – синей и зеленой, воспроизводящее фигуры герба муниципального округа белым и желтым цветами.»
Описание герба: «В поле пересеченном на лазурь и зеленый, в столб справа – золотой крылатый кадуцей, слева – серебряный винт о двух лопастях (пропеллер без отверстия)»

## Обоснование символики
Лазурь (синий) в поле щита символизирует небо, с которым во многом связана история Южного Тушина, и воды, обозначая большое количество водных артерий в районе – реки, водохранилище, ирригационный канал.
Зелень (зеленый) в поле щита символизирует то, что на территории нынешнего Южного Тушина в пойме рек Всходня, Химка, Москва издревле селились люди, а также является символом надежды и изобилия.
Серебряный (белый) винт символизирует промышленность Южного Тушина и большого количества существовавших здесь аэродромов.
Золотой крылатый (желтый) кадуцей символизирует торговлю, помещен в герб района в знак того, что территория нынешнего Южного Тушина в старину была главным центром торговых путей.
Лазурь (синий цвет) – символ честности, верности, безупречности.
Зелень (зеленый цвет) – символ природы, роста, жизни, надежды изобилия;
Серебро (белый цвет) – символ чистоты, открытости, доброты.
Золото (желтый цвет) – символ надежности, богатства, стабильности, устойчивости и процветания.

## Предыдущий флаг
«Флаг муниципального образования Южное Тушино представляет собой двустороннее, прямоугольное полотнище с соотношением сторон 2:3.
Полотнище флага состоит из двух равновеликих вертикальных полос: прилежащей к древку зелёной и голубой.
В центре зелёной полосы помещено изображение жёлтого жезла Меркурия. Габаритные размеры изображения составляют 1/4 длины и 3/4 ширины полотнища.
В центре голубой полосы помещено изображение жёлтого двухлопастного пропеллера с наклоном от древка. Габаритные размеры изображения составляют 1/4 длины и 3/4 ширины полотнища».
Обоснование символики
Жезл Меркурия символизирует память о древних торговых путях, проходивших по территории муниципального образования в XII—XIII веках. Развитие торговли способствовало раннему заселению здешних мест, свидетельством чего являются многочисленные славянские курганы и несколько городищ.
Пропеллер символизирует связь территории муниципального образования с авиацией: аэродромы и предприятия, связанные с воздушным флотом. Голубая полоса флага символизирует как авиацию, так и водные артерии территории — реки, водохранилище, ирригационный канал.